# Right Now
„Right Now” – utwór Rihanny oraz Davida Guetty, pochodzący z siódmego studyjnego albumu barbadoskiej piosenkarki, zatytułowanego Unapologetic (2012). 28 maja 2013 wytwórnia Def Jam wydała piosenkę jako czwarty singel promujący wydawnictwo. 
„Right Now” jest utworem klubowym, łączącym muzykę elektroniczną i taneczną, a jego tekst odnosi się do życia chwilą obecną. Singel otrzymał głównie pozytywne recenzje od krytyków muzycznych, z których znaczna część określiła jako jedną z najlepszych piosenek na Unapologetic.

## Lista utworów i formaty
| #               | Tytuł                                                                    | Czas |
| --------------- | ------------------------------------------------------------------------ | ---- |
| singel CD       |                                                                          |      |
| 1.              | „Right Now” (wraz z Davidem Guettą)                                      | 3:01 |
| 2.              | „Pour It Up” (remix wraz z Young Jeezy, Rickiem Ross, Juicy J oraz T.I.) | 5:08 |
| digital remixes |                                                                          |      |
| 1.              | „Right Now” (Dyro Radio Remix)                                           | 3:04 |
| 2.              | „Right Now” (Dyro Club Mix)                                              | 4:04 |
| 3.              | „Right Now” (Dyro Instrumental)                                          | 4:04 |
| 4.              | „Right Now” (Sick Individuals Radio Edit)                                | 3:16 |
| 5.              | „Right Now” (Sick Individuals Remix)                                     | 5:31 |
| 6.              | „Right Now” (Sick Individuals Dub)                                       | 5:16 |
| 7.              | „Right Now” (Sick Individuals Instrumental)                              | 5:31 |
| 8.              | „Right Now” (Justin Prime Radio Edit)                                    | 4:00 |
| 9.              | „Right Now” (Justin Prime Vocal Mix)                                     | 4:59 |
| 10.             | „Right Now” (Justin Prime Instrumental)                                  | 4:59 |
| 11.             | „Right Now” (Ralphi Rosario Radio Edit)                                  | 3:47 |
| 12.             | „Right Now” (Ralphi Rosario Mix)                                         | 7:41 |
| 13.             | „Right Now” (Ralphi Rosario Tough Mix)                                   | 7:27 |
| 14.             | „Right Now” (Ralphi Rosario Dub)                                         | 7:32 |

## Pozycje na listach
| Lista przebojów (2012-2013)             | Najwyższa pozycja |
| --------------------------------------- | ----------------- |
| Australia (ARIA Charts)                 | 39                |
| Austria (Ö3 Austria Top 40)             | 25                |
| Francja (SNEP)                          | 31                |
| Kanada (Canadian Hot 100)               | 32                |
| Niemcy (Media Control Charts)           | 43                |
| Polska (Polish Airplay Chart)           | 10                |
| Stany Zjednoczone (Billboard Hot 100)   | 50                |
| Stany Zjednoczone (Hot Dance Club Play) | 2                 |
| Stany Zjednoczone (Pop 100)             | 17                |
| Szwajcaria (Media Control AG)           | 32                |
| Wielka Brytania (UK Singles Chart)      | 36                |

| Państwo   | Status      |
| --------- | ----------- |
| Australia | złota płyta |